# ブラック・ウィドー
『ブラック・ウィドー』（Black Widow）は、1987年のアメリカ合衆国のサスペンス・スリラー映画。監督はボブ・ラフェルソン、出演はデブラ・ウィンガーとテレサ・ラッセルなど。富豪の独身男性と次々に結婚し相手を殺害して巨万の富を築く女と、彼女を追う司法省捜査局の女性職員の対決を描く。

## ストーリー
若く美しいキャサリンは、ニューヨークの出版王サム・ピーターセンと結婚後わずか4カ月で死別、その莫大な遺産は彼女が1人で相続した。次にキャサリンはダラスの玩具王ベン・ダマーズと再婚したが、6カ月後にベンが急死、遺言状によりその莫大な遺産は、またしても彼女が1人で相続した。
次にキャサリンはシアトルの博物館長ウィリアム・マクローリーと再婚したが、彼もまもなく急死した。実はキャサリンは、その美貌を武器に富豪の独身男性に近づいて結婚、やがてその相手を殺し、遺産を相続することで大金を手に入れて姿を消すということを繰り返す悪女であった。
司法省捜査局の女性職員アレックスは連続して起こる富豪の死亡事件に疑惑を抱き、独自で調査を進め、やがてキャサリンの存在を知る。アレックスは調査の結果、ようやくキャサリンがハワイに飛んだことをつきとめ、ハワイに飛ぶ。キャサリンはそこでホテル王として有名なポール・ナイテンと親密な仲になっていた。
アレックスは身分を隠してキャサリンに接近、2人は自然と仲良くなっていくが、ある日、キャサリンはパーティーに招待したアレックスが何かを探っているのを察知し、彼女にある罠を仕掛ける。それはポールとアレックスがデートするように仕向け、その場面を探偵を使って写真に撮らせ、それをポールを殺した時に使い、アレックスを犯人に仕立てようというものであった。
そして、キャサリンと結婚後間もないポールが急死、容疑はアレックスにかかり、彼女は逮捕されてしまう。

## キャスト
※括弧内は日本語吹替
- アレックス・バーンズ: デブラ・ウィンガー（高島雅羅）
- キャサリン: テレサ・ラッセル（幸田直子）
- ポール・ナイテン: サミー・フレー（千田光男）
- ベン・ダマーズ: デニス・ホッパー（広瀬正志）
- ウィリアム・マクローリー: ニコール・ウィリアムソン（阪脩）
- ブルース: テリー・オクィン
- サラ: ロイス・スミス
- マイケル: D・W・モフェット（英語版）
- リッチ: レオ・ロッシ（英語版）
- シェリー: メアリー・ウォロノフ
- アイリーン: ルターニャ・アルダ
- シン: ジェームズ・ホン
- エッタ: ダイアン・ラッド
- 探偵: ダニー・カメコナ

## 作品の評価
Rotten Tomatoesによれば、23件の評論のうち高評価は52%にあたる12件で、平均点は10点満点中5.4点となっている。